# Ella Asbeha

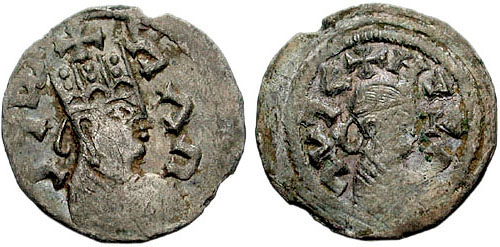
Münze Ella Asbehas

Ella Asbeha (auch Kaleb, sabäisch ʾlʾṣbḥh, griechisch El(l)esbaas genannt; † um 540) war Negus von Aksum (im heutigen Äthiopien/Eritrea) von ca. 517/20 bis zu seinem Tod. Er gilt als einer der bedeutendsten Herrscher Aksums. In der äthiopischen Kirche wird er als Heiliger verehrt.
Ella Asbeha war der Thronname des Herrschers Kaleb, dessen Vater Tazena hieß. Ella Asbeha war offensichtlich Christ. Mehrere westliche spätantike Autoren berichten über ihn, so beispielsweise Prokopios von Caesarea (der ihn Hellestheaios nennt) und Johannes Malalas. Er selbst ließ auch Münzen prägen (darunter Goldmünzen), ebenso wird er auf Inschriften erwähnt. Verglichen mit anderen Herrschern Aksums ist die Quellenlage zu ihm relativ gut. Dennoch ist die exakte Dauer seiner Herrschaftszeit nicht bekannt, deren Länge in der Forschung unterschiedlich datiert wird.
Ella Asbeha stand in relativ engem Kontakt mit dem oströmischen Reich, was auch die Berichte über ihn in den spätantiken Quellen erklärt. Von Kaiser Justin I. erbat er Unterstützung im Kampf gegen die Himyariten (im heutigen Jemen). Deren König Yusuf Asʾar Yathʾar, der zum jüdischen Glauben konvertiert war, hatte ein Massaker an Christen in der Stadt Nadschran zu verantworten. Auch römische Händler wurden von Himyariten ermordet. So kam es, nachdem bereits zuvor (wohl 518) eine von Ella Asbeha befohlene aksumitische Invasion gescheitert war, im Jahr 525 zu einer erneuten Intervention Aksums in Südarabien, nun jedoch mit römischer Unterstützung. Dabei spielten nicht zuletzt Handelsinteressen eine Rolle: Im südarabischen Raum verliefen wichtige Handelsrouten, die sowohl für Ostrom als auch für das persische Sassanidenreich im Rahmen des Indienhandels von Bedeutung waren.
Diesmal hatten die Aksumiten mehr Erfolg, die Himyariten unterlagen und mussten die aksumitische Oberhoheit vorläufig anerkennen. Ella Asbeha blieb einige Zeit in Himyar. Er ließ Truppen zurück und setzte einen Marionettenherrscher bei den Himyariten ein. Dieser wurde jedoch einige Jahre darauf (531 oder erst 535) von Abraha gestürzt, der sich selbst zum neuen König im Jemen machte. Versuche ihn zu unterwerfen scheiterten (siehe Prokopios, Historien, 1, 20).
Als einziger aksumitischer Herrscher taucht er im äthiopischen Nationalepos Kebra Negest auf. Über sein Lebensende kursieren legendenhafte Berichte; so soll er seine Krone nach Jerusalem geschickt haben und Mönch geworden sein.